# ری کندی
ری کندی (به انگلیسی: Ray Kennedy) (زادهٔ ۲۸ ژوئیهٔ ۱۹۵۱ – درگذشتهٔ ۳۰ نوامبر ۲۰۲۱) بازیکن فوتبال اهل انگلستان بود که سابقهٔ بازی در تیم ملی فوتبال انگلستان را در کارنامهٔ خود داشت. وی در تاریخ ۲۴ مارس ۱۹۷۶ نخستین بازی ملی خود را در مقابل تیم ملی فوتبال ولز انجام داد و با حضور در ۱۷ بازی ملی، در تاریخ ۱۵ ژوئن ۱۹۸۰ واپسین بازی ملی‌اش را در برابر تیم ملی فوتبال ایتالیا برگزار کرد.
این بازیکن توانست در بازی‌های ملی، ۳ گل به ثمر برساند.
کندی در ۳۰ نوامبر ۲۰۲۱ و در سن ۷۰ سالگی درگذشت.